# Baranya
Baranya (Croat: Baranja, Serbi: Барања, Baranja, Alemany: Branau) és el nom d'una província o megye d'Hongria
La província de Baranya se situa al sud del país, en la frontera amb Croàcia. El riu Drava marca part de la frontera del sud, mentre que el Danubi ho fa per l'est. Limita amb les províncies de Somogy, Tolna i Bács-Kiskun. La seva capital és la ciutat de Pécs.